# Estación Morea
Morea era una estación ferroviaria ubicada en el Partido de Nueve de Julio, Provincia de Buenos Aires, Argentina.

## Historia
Se encuentra en el pequeño poblado homónimo. Fue construida por el Ferrocarril Midland de Buenos Aires, y abandonada en 1977 lo que obligó a un gran éxodo de los habitantes del lugar.